# Steelheads de Mississauga
Pour les articles homonymes, voir Mississauga (homonymie).
Les Steelheads de Mississauga sont une franchise de hockey sur glace du Canada qui évolue dans la ligue junior de la Ligue de hockey de l'Ontario. Elle est basée à Mississauga en Ontario.

## Historique
La franchise est nommée St. Michael's Majors de Mississauga de 2007 à 2012.
En 2024, il est annoncé que l'équipe déménage à Brampton pour devenir les Steelheads de Brampton.

## Logos successifs

St. Michael's Majors de Mississauga
Logo de 2007/08 à 2011/12

Steelheads de Mississauga
Logo de 2012/13 à 2014/15
Logo de 2015/16 à 2023/24